# Берич, Деян
Деян Берич (позывной «Деки (Deki)»; (серб. Дејан Берић / Dejan Berić, род. 25 сентября 1974, Путинцы, СФР Югославия)) — сербский наёмник, снайпер, участник российско-украинской войны. Берич присоединился к вооружённым формированиям самопровозглашённой ДНР в 2014 году. Он участвовал в боевых действиях в войне на Донбассе. Берича называют одним из главных вербовщиков наёмников с Балкан в российскую армию.

## Биография
Деян Берич родился в посёлке Путинцы. В юности он занимался спортивной рыбалкой. В начале 1990-х был мобилизован в армию. Как профессиональный снайпер во время войны в Югославии служил в регулярной армии Милошевича, но о его участии в боевых действиях ничего не известно. Был владельцем фирмы по производству пластиковых окон в своём родном городе. По словам самого сербского наёмника, бизнес он закрыл в 2012 году, однако его земляки утверждают, что Берич обанкротился в 2014-м.
В 2013 году Берич уехал работать в Россию строителем. Его отец погиб в России несколькими годами ранее, упав с строительных лесов. Тем временем произошла российская аннексия Крыма, и началась война на востоке Украины. Берич в начале 2014 года присоединился к сепаратистам ДНР в качестве снайпера. В апреле 2014 года военный получил медаль «За возвращение Крыма». В конце июля 2014 года военный попал в плен 25-й аэромобильной бригады ВС Украины, откуда, по его же словам, был «выкуплен» друзьями.
Позднее Берич был схвачен украинской армией на дороге между Луганском и российско-украинской границей, но был вновь освобождён. В августе 2016 года Берич заявил, что больше не собирается воевать за «Донбасс» и хочет уехать из зоны боевых действий. Объяснил он это тем, что разочаровался в руководстве сепаратистских республик. В январе 2017 года Берич получил ранение и проходил лечение в Москве.
В декабре 2017 года, основываясь на сообщениях из штаба АТО украинские СМИ писали о том, что Берич прибыл на Донбасс с группой сербских снайперов, которую он же и возглавил. Украинские СМИ писали, что постоянная делегация Украины в Парламентской ассамблее НАТО собиралась подготовить специальное обращение по этому поводу.
Берича подозревают в убийстве ряда украинских солдат, а также, как сообщается, он участвовал в снайперских поединках.
В марте 2018 года снайпер снова получил ранение в ходе боевых действий.
В январе 2023 года издание «Украинская правда» называло Берича и Жика Радоичича главными ответственными за вербовку наёмников для войны против Украины на Балканах.
21 августа 2023 года военный появился в передаче «Соловьёв Live». В октябре 2023 года его упоминали журналисты Би-би-си в специальном материале о вербовке сербских добровольцев в российскую армию.
В январе 2024 года записал обращение с жалобой на командование 119-го гвардейского парашютно-десантного полка, в составе которого его соотечественники воевали против Украины. По его словам, командование не разрешало лечить заболевших сербов, а также не обеспечивало их военной техникой и оружием.

## Отношение к Беричу в Сербии
В соответствии с Уголовным кодексом Республики Сербия Берич может получить многолетний тюремный срок, если он вернётся или будет арестован и доставлен в Сербию. Швейцарская газета Neue Zürcher Zeitung также отмечала, что политические заявления Берича по поводу стран Запада сильно отличаются от официальной линии сербской дипломатии, нацеленной на интеграцию в ЕС.
Берич неоднократно призывал сербских добровольцев воевать на стороне России и в соцсетях, и в российских СМИ. Агентство безопасности и информирования внесло его в список военных наёмников и считает угрозой национальной безопасности Сербии.

## Отношение к Беричу на Украине
Украинские СМИ называют Берича террористом. В июле 2019 года украинское агентство «Укринформ», писало о том, что Берич, которого украинская сторона считает военным преступником, неожиданно появился на пресс-брифинге российского Министерства иностранных дел в роли журналиста. Заместитель Постоянного представителя Украины при международных организациях в Вене Игорь Лоссовский на заседании Форума ОБСE по сотрудничеству в области безопасности назвал Берича «военным преступником и убийцей».